# Chiasmodontidae
Chiasmodontidae é uma família de peixes da subordem Trachinoidei.

## Espécies
Existem 22 espécies em quatro géneros:
- Género Chiasmodon Johnson, 1864
  - Chiasmodon bolangeri Osório, 1909.
  - Chiasmodon braueri Weber, 1913.
  - Chiasmodon lavenbergi Prokofiev, 2008.
  - Chiasmodon niger Johnson, 1864.
  - Chiasmodon subniger Garman, 1899.
- Género Dysalotus MacGilchrist, 1905
  - Dysalotus alcocki MacGilchrist, 1905.
  - Dysalotus oligoscolus Johnson & Cohen, 1974.
- Género Kali Lloyd, 1909
  - Kali colubrina Melo, 2008.
  - Kali falx Melo, 2008.
  - Kali indica Lloyd, 1909.
  - Kali kerberti (Weber, 1913) - formerly K. normani
  - Kali macrodon (Norman, 1929).
  - Kali macrurus (Parr, 1933).
  - Kali parri Johnson & Cohen, 1974.
- Género Pseudoscopelus Lütken, 1892Pseudoscopelus scriptus

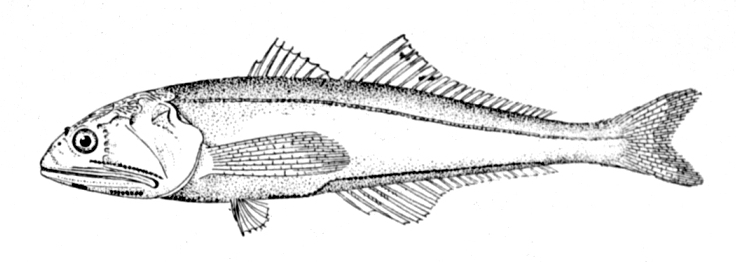
Pseudoscopelus scriptus

  - Pseudoscopelus altipinnis Parr, 1933.
  - Pseudoscopelus bothrorrhinos Melo, Walker & Klepadlo, 2007.
  - Pseudoscopelus cephalus Fowler, 1934.
  - Pseudoscopelus lavenbergi Melo, Walker & Klepadlo, 2007.
  - Pseudoscopelus obtusifrons (Fowler, 1934).
  - Pseudoscopelus sagamianus Tanaka, 1908.
  - Pseudoscopelus scriptus Lütken, 1892.
  - Pseudoscopelus scutatus Krefft, 1971.
  - Pseudoscopelus stellatus Beebe, 1932.